# Chrysophyllum paranaense
Chrysophyllum paranaense är en tvåhjärtbladig växtart som beskrevs av Terence Dale Pennington. Chrysophyllum paranaense ingår i släktet Chrysophyllum och familjen Sapotaceae. IUCN kategoriserar arten globalt som sårbar. Inga underarter finns listade i Catalogue of Life.